# Benelux Tour
Die Benelux Tour (offiziell von 2005 bis 2016: Eneco Tour, 2017 bis 2020 BinckBank Tour, seit 2023: Renewi Tour) ist ein Straßenradrennen, das seit 2005 jährlich in den Niederlanden und Belgien als Etappenrennen ausgetragen wird. Der Wettbewerb wurde in seinem ersten Austragungsjahr Teil der ebenfalls 2005 eingeführten UCI ProTour und gehört seit 2011 zur Nachfolgeserie UCI WorldTour.
Namensgeber war von 2005 bis 2016 das niederländische Energieversorgungsunternehmen Eneco. Abgelöst wurde Eneco 2017 durch den niederländischen Online-Broker BinckBank. 2009 sollte das Rennen nach einem möglichen Verlust des Titelsponsors statt Eneco Tour den Namen Benelux-Rundfahrt tragen. Da der Sponsor aber sein Engagement verlängerte, blieb der Name zunächst weiter erhalten. 2021 hieß die Rundfahrt nun offiziell Benelux Tour. Zuvor wurde dieser Name schon oft umgangssprachlich genutzt. Sie Austragung des Jahres 2022 wurde aufgrund von Terminproblemen abgesagt. Die Austragung des Jahres 2023 wurde unter dem Namen Renewi Tour in den Kalender der UCI WorldTour aufgenommen.
Das Rennen ersetzte 2005 die Ronde van Nederland (dt. Niederlande-Rundfahrt). Daneben wird weiterhin die Belgien-Rundfahrt ausgetragen. Rekordsieger mit 3 Gesamtsiegen ist der Belgier Tim Wellens. Mit je 7 Etappensiegen konnten der Belgier Tom Boonen und der Deutsche André Greipel die meisten Tageserfolge feiern.

## Palmarès
| Jahr           | Sieger               | Zweiter              | Dritter              |          |
| -------------- | -------------------- | -------------------- | -------------------- | -------- |
| Eneco Tour     |                      |                      |                      |          |
| 2005           | Bobby Julich         | Erik Dekker          | Leif Hoste           |          |
| 2006           | Stefan Schumacher    | George Hincapie      | Vincenzo Nibali      |          |
| 2007           | José Iván Gutiérrez  | David Millar         | Gustav Larsson       |          |
| 2008           | José Iván Gutiérrez  | Sébastien Rosseler   | Michael Rogers       |          |
| 2009           | Edvald Boasson Hagen | Sylvain Chavanel     | Sebastian Langeveld  |          |
| 2010           | Tony Martin          | Koos Moerenhout      | Edvald Boasson Hagen |          |
| 2011           | Edvald Boasson Hagen | Philippe Gilbert     | David Millar         |          |
| 2012           | Lars Boom            | Sylvain Chavanel     | Niki Terpstra        |          |
| 2013           | Zdeněk Štybar        | Tom Dumoulin         | Andrij Hrywko        |          |
| 2014           | Tim Wellens          | Lars Boom            | Tom Dumoulin         |          |
| 2015           | Tim Wellens          | Greg Van Avermaet    | Wilco Kelderman      |          |
| 2016           | Niki Terpstra        | Oliver Naesen        | Peter Sagan          |          |
| BinckBank Tour |                      |                      |                      |          |
| 2017           | Tom Dumoulin         | Tim Wellens          | Jasper Stuyven       |          |
| 2018           | Matej Mohorič        | Michael Matthews     | Tim Wellens          |          |
| 2019           | Laurens De Plus      | Oliver Naesen        | Tim Wellens          |          |
| 2020           | Mathieu van der Poel | Søren Kragh Andersen | Stefan Küng          |          |
| Benelux Tour   |                      |                      |                      |          |
| 2021           | Sonny Colbrelli      | Matej Mohorič        | Victor Campenaerts   |          |
| 2022           | abgesagt             | abgesagt             | abgesagt             | abgesagt |
| Renewi Tour    |                      |                      |                      |          |
| 2023           | Tim Wellens          | Florian Vermeersch   | Yves Lampaert        |          |
| 2024           | Tim Wellens          | Alec Segaert         | Per Strand Hagenes   |          |